# フールズ・ゴールド/カリブ海に沈んだ恋の宝石
『フールズ・ゴールド/カリブ海に沈んだ恋の宝石』（Fool's Gold）は、2008年公開のアメリカ映画。
2003年に公開された『10日間で男を上手にフル方法』の主演コンビが贈るアドベンチャー・コメディ映画。
アメリカでは2008年2月8日に公開され、初登場1位を記録。日本では同年5月31日に公開。共にワーナー・ブラザース配給。

## あらすじ
カリブ海を舞台にしていて主人公は1715スペイン財宝艦隊の財宝をさがす。

## キャスト
※括弧内は日本語吹き替え
- ベンジャミン・“フィン”・フィネガン - マシュー・マコノヒー（宮本充）

トレージャーハンター。トレージャーハントにかける金の使い方が下手でバニーを辟易させている。水中に沈められても周囲にあった道具を用いて、静観するなど、かなりの強運の持ち主。他人から約束を破ることがあるといわれるほどの無責任な性格。
- テス・フィネガン - ケイト・ハドソン（安藤麻吹）

フィンの妻。しかし離婚調停中。美容などの自分磨きにこだわる。テスの母親によるとフィンとは体の相性で結婚したようなもの。コミカルなノリを持っており、自分たちの船を沈めたフィンを偶然その場にいた人から杖を借りて殴ったり、船内にフィンがいたことで大げさに取り乱した。
- ナイジェル・ハニーカット - ドナルド・サザーランド（大木民夫）

大富豪。別れた妻がいる。娘には甘い。老体でありながら自分もダイビングをするなど気概がある人物。
- アルフォンズ - ユエン・ブレムナー（清水明彦）

フィンの仲間。お調子者で自分を主役だと思っている。
- ジェマ・ハニーカット - アレクシス・ジーナ（武田華）

ナイジェルの娘。明るい性格だが散財を考える遊び人。物助けをしてくれたフィンに興味を持つようになる。トレージャーハントに関しては注意力と覚悟に欠けるなど浅慮。父曰く、母親から金に関する才能を引き継いでいる。
- ビッグ・バニー - ケヴィン・ハート（花輪英司）

ギャングのボス。名前を略されるのが嫌い。
- モー・フィッチ - レイ・ウィンストン（三木敏彦）

フィンの師匠。フィン曰く、大げさな話が好きなホラ吹きだが場数を踏んでいるベテラン。テスからも信頼されており「宝探しに関しては世界一の冒険者」と認められている。
- サイラス - デヴィッド・ロバーツ（中博史）

参謀長。
- エディ - マイケル・マルヘレン（小山武宏）
- ゲーリー - アダム・ルフェーヴル（北川勝博）
- コーラル

バニーの部下。
- マッキントリー

弁護士。